# エリゼウ・ペレイラ・ドス・サントス
エリゼウ・ペレイラ・ドス・サントス（Eliseu Pereira dos Santos、1983年10月1日 - ）は、ポルトガル共和国アゾレス諸島アングラ・ド・エロイズモ出身の元サッカー選手。元ポルトガル代表である。現役時代のポジションはMF (ウイング) 、DF (左サイドバック) 。母はカーボベルデ出身。

## クラブ経歴

### 初期の経歴
カーボベルデ人の母親とポルトガル人の父親の元、アゾレス諸島のアングラ・ド・エロイズモに生まれた。アゾレス諸島ではSCマリティモ・デ・アングラ・ド・エロイズモでプレーしていたが、2002年にポルトガル本土のCFベレネンセスに移籍し、下部組織から着実にトップチームへの階段を上って行った。移籍して2年目となる2003-04シーズンはトップチームで19試合に出場している。2005-06シーズンにはリーガ・デ・オンラ（2部）のヴァルジンSCにレンタル移籍し、2006年夏に復帰した後はCFベレネンセスの攻撃の重要な役割を担った。

### マラガCF

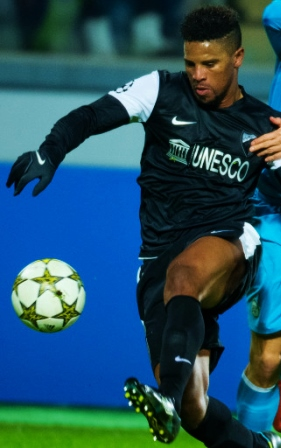
マラガでプレイするエリゼウ（2012年）

2007年夏、ヘルダー・ロサリオとパウロ・ジョルジのふたりのポルトガル人チームメイトとともにスペイン・リーガ・エスパニョーラのマラガCFに移籍した。2007-08シーズンはリーグ戦37試合に出場し、クラブはセグンダ・ディビシオン（2部）で2位となってプリメーラ・ディビシオン（1部）昇格を果たした。2008-09シーズンもレギュラーに固定され、主に右サイドハーフ・右ウイングとしてリーグ戦36試合に出場して7得点し、昇格組のマラガCFの8位に貢献した。2008年10月5日のレクレアティーボ・ウェルバ戦 (4-0) でプリメーラ・ディビシオン初得点を決め、11月8日のレアル・マドリード戦 (3-4) でも得点した。

### SSラツィオ
2009年6月25日、移籍金100万ユーロ（約1億3400万円）でイタリア・セリエAのSSラツィオに移籍した。契約期間は5年間で、年俸はマラガCF時代の2倍以上になった。2009年夏に行われたスーペルコッパ・イタリアーナではインテルに勝利して優勝した。
しかし、2009-10シーズン前半戦は数試合に出場しただけであり、2010年1月7日にはスペインのレアル・サラゴサに半年間の契約でレンタル移籍した。ビジャレアルCF戦 (2-4) では移籍2試合目にして初得点を挙げた。2009-10シーズン最終戦のビジャレアルCF戦 (3-3) では35ヤード（約32m）の距離から直接フリーキックを決め、プリメーラ・ディビシオン残留を決めた。

### マラガCF復帰
2010年夏、移籍金150万ユーロで古巣マラガCFに完全移籍した。2010-11シーズンは序盤からレギュラーに固定され、9月27日のビジャレアルCF戦では開始早々に25mの距離からミドルシュートを決めたが、前半終盤にはカルロス・マルチェナの挑発に乗ってマルチェナに殴りかかり、退場処分を受けた上に、試合にも2-3で敗れた。出場停止処分を受ける予定であったが、処分が見直され、ビジャレアルCF戦の次のUDアルメリア戦に出場できることになった。しかし、その試合 (1-1) でフアン・マヌエル・オルティスに肘打ちを見舞い、再びレッドカードを受けた。その出場停止処分が明けてからは絶対的なレギュラーに戻り、12月5日のラシン・サンタンデール戦 (4-1) ではボレーシュートを決めたほか、ベネズエラ代表のサロモン・ロンドンの得点を2回もアシストした。11月にジェズアウド・フェレイラ監督が解任され、新たにマヌエル・ペレグリーニ監督が就任すると、主に左サイドバックで起用されている。

### SLベンフィカ
2014年7月24日、移籍金150万ユーロSLベンフィカに移籍した。

## 代表経歴
2009年2月、マラガCFでの活躍からポルトガル代表のカルロス・ケイロス監督に招集されたが、フィンランド戦には出場しなかった。同年6月10日、エストニアとの親善試合 (0-0) に出場して代表デビューを飾った。2010年に南アフリカで開催された2010 FIFAワールドカップの23人の登録メンバーからは外れたが、6人のバックアップメンバーに加わった。2011年10月7日のUEFA EURO 2012予選のアイスランド戦では左SBとしてプレーし、代表初得点と2アシストを記録する活躍をみせた。

## タイトル
SSラツィオ
- スーペルコッパ・イタリアーナ : 2009

SLベンフィカ
- プリメイラ・リーガ : 2014-15, 2015-16, 2016-17
- タッサ・デ・ポルトガル : 2016-17
- タッサ・ダ・リーガ : 2014-15, 2015-16
- スーペルタッサ・カンディド・デ・オリベイラ : 2014, 2016, 2017